# 費爾維尤鎮區 (堪薩斯州拉貝特縣)
費爾維尤鎮區（英語：Fairview Township）是位於美國堪薩斯州拉貝特縣的一個行政鎮區。

## 地方資料
費爾維尤鎮區的面積為93.91平方千米，當中陸地面積為93.22平方千米，而水域面積為0.69平方千米。根據2010年美國人口普查的數據，當地共有人口237人，而人口密度為每平方千米2.52人。

## 外部連結
- US-Counties.com
- City-Data.com （页面存档备份，存于）